# AZ-5-375
Der Tankwagen AZ-5-375 (russisch АЦ-5-375) ist ein sowjetischer Lastkraftwagen mit Allradantrieb (6×6), der ab der zweiten Hälfte der 1960er-Jahre in Serie gebaut wurde. Er basiert auf dem Fahrgestell des Ural-375, der Tankaufbau wurde im ukrainischen Malyschew-Werk hergestellt. Ab 1975 wurde eine überarbeitete Version mit gesteigerter Nutzlast gebaut, die als AZ-5,5-375 bezeichnet wurde. Außerdem wurden verschiedene Spezialfahrzeuge aus der Konstruktion abgeleitet. Auch die NVA der DDR nutzte Tankwagen dieser Typen, dort wurden die Lkw als AC 5-375 bzw. AC 5,5-375 bezeichnet.

## Fahrzeuggeschichte

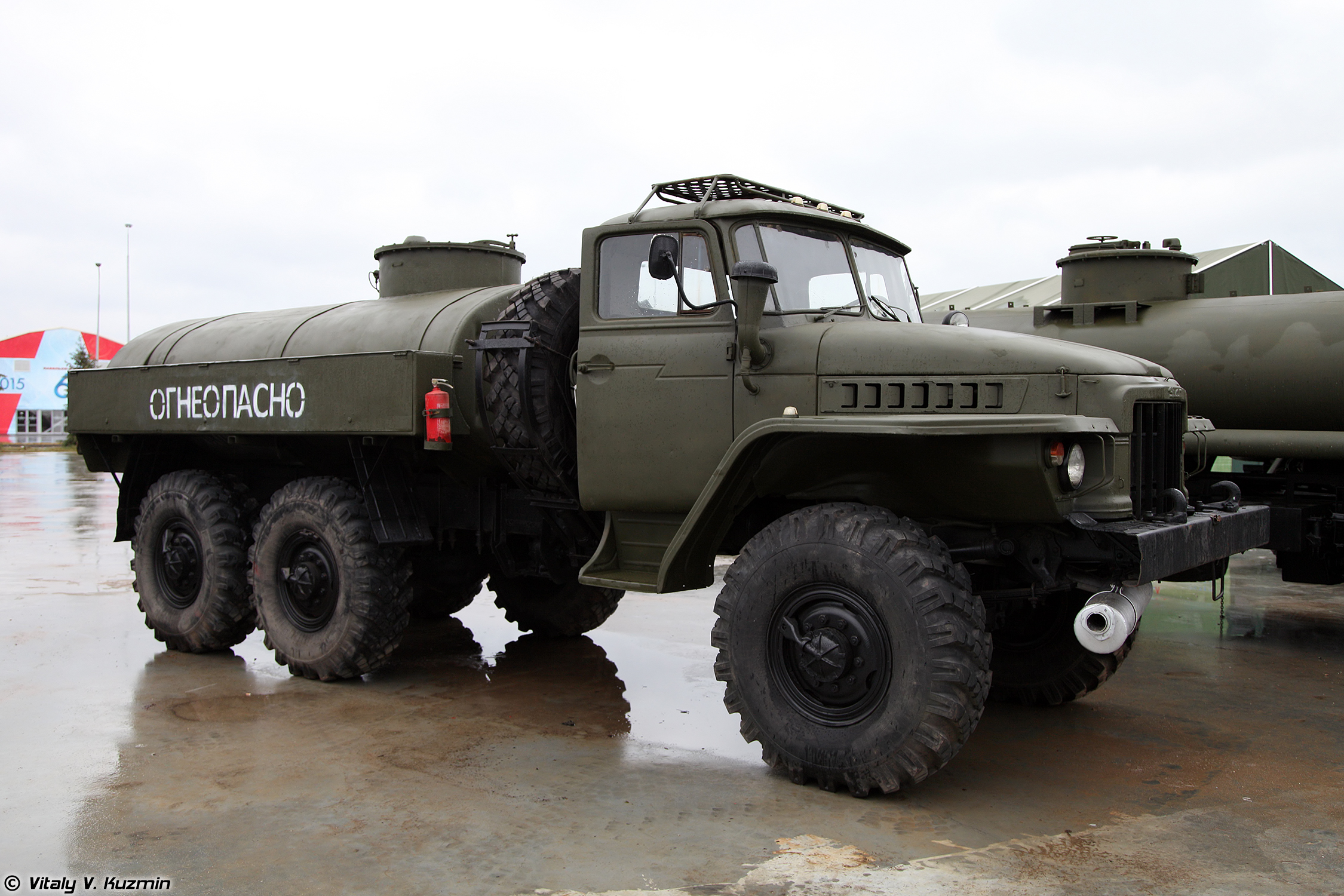
AZ-5,5-375 in einem russischen Museum (2015)

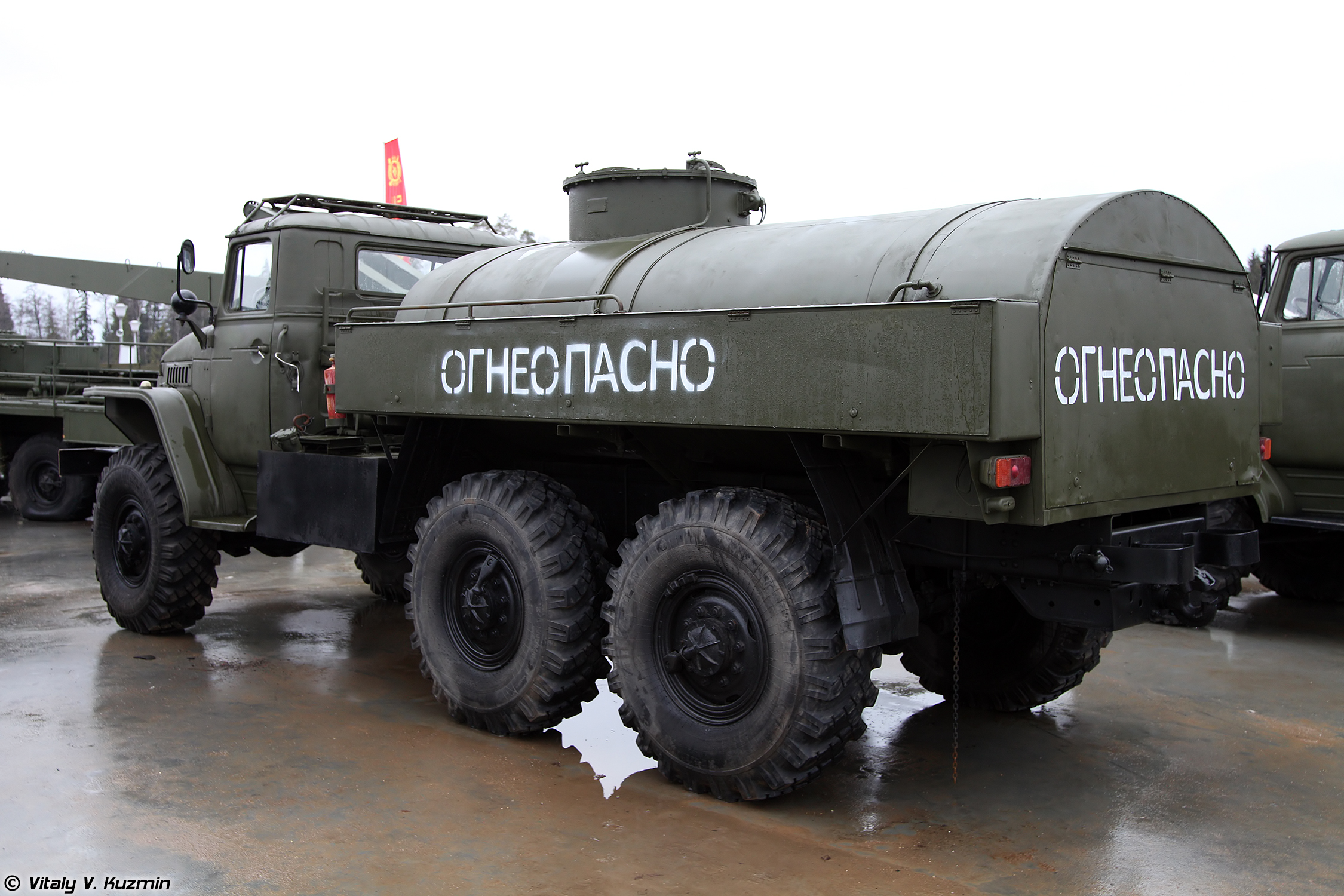
Heckansicht desselben Fahrzeugs (2015)

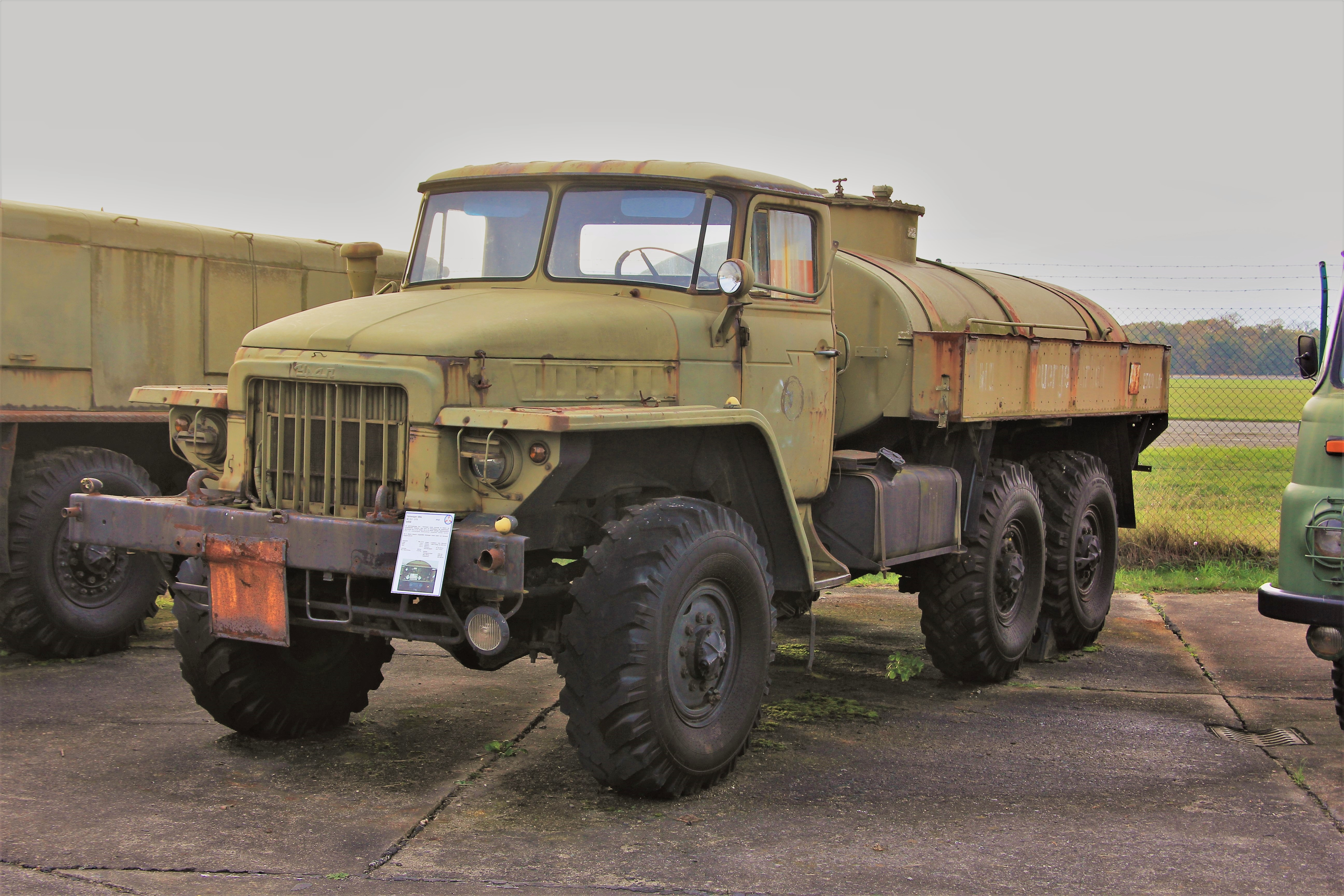
AZ-5,5-375 aus GST-Beständen in einem deutschen Museum (2022)

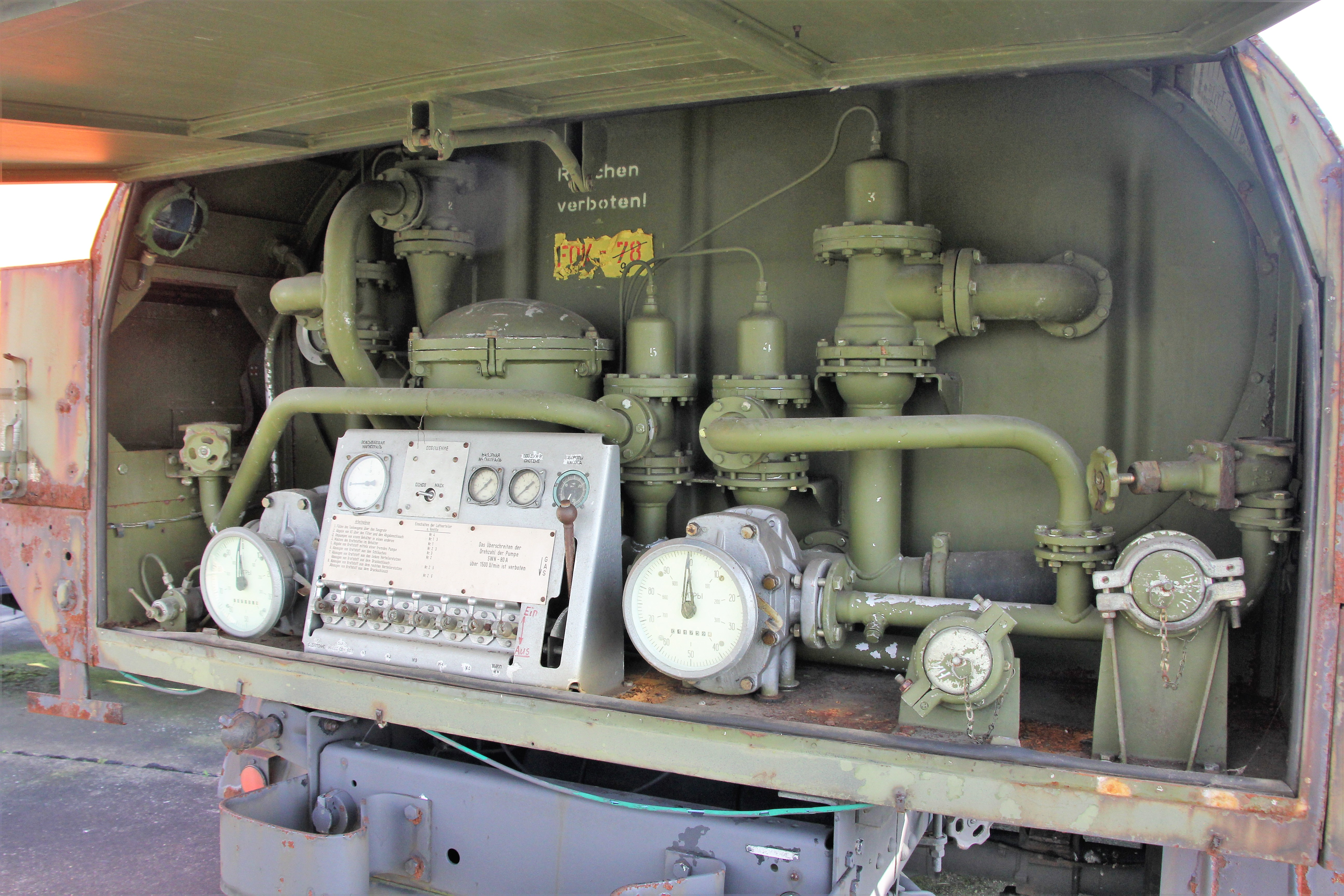
Bedienstand desselben Fahrzeugs am Heck (2022)

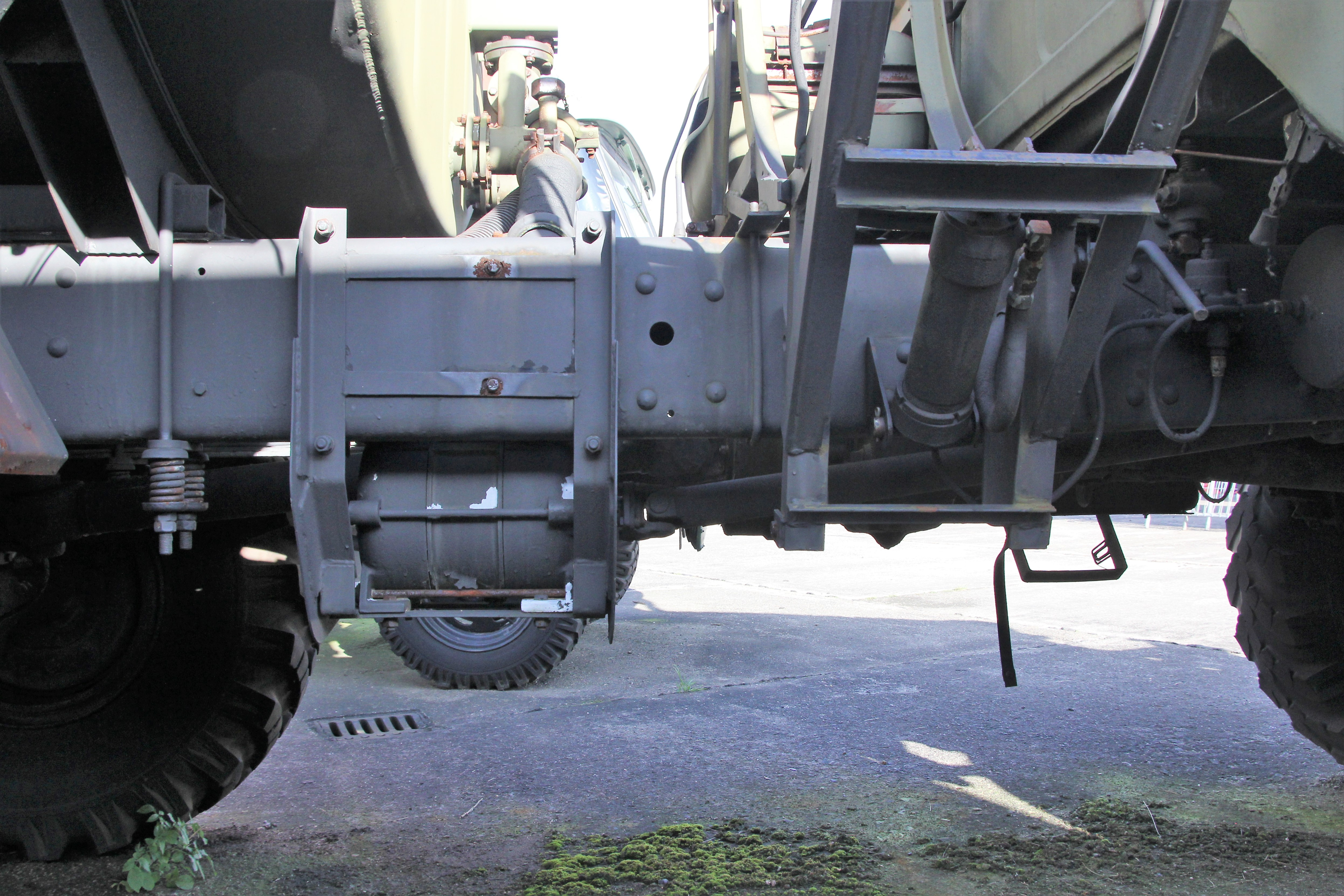
Kreiselpumpe SWN-80A (Mitte unten) mit Antriebswelle vom Fahrzeuggetriebe (2022)

Bereits 1959, im Zuge der Entwicklung des Ural-375, wurden Prototypen mit Tankaufbau gefertigt. Der Lastwagen hatte noch einen Planenverdeck anstelle eines festen Kabinendachs und konnte 5000 l Kraftstoff transportieren. Der Aufbau wurde komplett aus Stahl gefertigt.
Die Serienfertigung begann 1964 zunächst mit Flugfeldtankwagen. Die Fahrgestelle lieferte des Uralski Awtomobilny Sawod, die Aufbauten wurden an wechselnden Standorten bei Spezialfirmen gefertigt und nachträglich auf die Lkw montiert. Ab 1965 oder 1968 wurden Tankwagen vom Typ AZ-5-375 in Serie gebaut, die zur generellen Versorgung der Landstreitkräfte gedacht waren. Die Tankwagen konnten nicht nur Treibstoff transportieren, sondern auch lagern, filtern, umfüllen, umwälzen oder abpumpen. Die Bezeichnung erklärt sich dabei wie folgt: AZ steht für AwtoZisterna (russisch автоцистерна, deutsch Tankwagen), die nachfolgende Zahl für das nominelle Fassungsvermögen in 1000 l (z. B. 5,5 entspricht 5500 l) und die letzte Zahl für den Typ des verwendeten Lkw-Chassis (375 für Ural-375). In den folgenden Jahren wurden verschiedene Spezialfahrzeuge auf Basis des AZ-5-375 entwickelt, darunter fahrende Tankstellen und Tankwagen für spezielle, chemisch aggressive Raketentreibstoffe.
Die einzige größere Modernisierung kam 1975. In diesem Jahr wurde das Leergewicht des AZ-5-375 gesenkt und die zulässige Zuladung von 5000 auf 5500 l erhöht. Ab diesem Zeitpunkt hieß das Fahrzeug AZ-5,5-375. Die Tankgröße war bereits von Anfang an für 5500 l Fassungsvermögen ausgelegt gewesen, jedoch wäre bei den ersten Modellen damit das zulässige Gesamtgewicht des Fahrgestells überschritten worden.
Die NVA setzte mindestens drei unterschiedliche Modifikationen des Fahrzeugs ein: Den ursprünglichen AZ-5-375 (in der DDR als AC 5-375 bezeichnet), den Nachfolger AZ-5,5-375 (AC 5,5-375) sowie den AZG-5-375 (ACG-5-375) für Raketentreibstoff. Am 3. Oktober 1990 hatte die NVA noch 769 Exemplare des AZ-5-375 und 940 Stück AZ-5,5-375 im Bestand.
Die Tankwagen auf Basis des Ural-375 wurden ab 1982 durch Fahrzeuge auf Basis des Ural-4320 mit Dieselmotor ersetzt. Die Aufbauten änderten sich dabei technisch nicht, in den Typenbezeichnungen trat an Stelle der 375 entsprechend die 4320. In der NVA wurden sowohl Tankwagen mit Otto- als auch Dieselmotor verwendet, wobei ab 1987 zusätzlich größere Tankwagen auf dem Fahrgestell des KamAZ-4310 (Typ AC-7-4310) in Dienst gestellt wurden.

## Modellvarianten
Die nachfolgende Liste ist nicht abschließend. In Klammern steht die russische Originalbezeichnung der jeweiligen Typen.
- TZ-5-375 (ТЦ-5-375) – Prototyp aus dem Jahr 1959 mit Stahltank und 5000 l Fassungsvermögen. Noch auf Basis des ursprünglichen Ural-375 mit Stoffverdeck.
- AZ-5-375 (АЦ-5-375) – Ab 1965[4] oder 1968 im Malyschew-Werk in Serie gebaut, für 5000 l Kraftstoff, Aluminiumtank. Auf Basis des Fahrgestells Ural-375B mit Ganzmetallkabine.
- AZ-5,5-375 (АЦ-5,5-375) – Ab 1975 Nachfolger des AZ-5-375, durch bauliche Änderungen geringeres Leergewicht und 500 l mehr Zuladung.
- AZ-5,4-375 (АЦ-5,4-375) – Modell mit umfangreicherem Zubehör und etwas geringerer Zuladung (5400 statt 5500 l).
- TS-5-375 (ТЗ-5-375) – Flugfeldtankwagen, ab 1964[3] oder 1966 in Serie gebaut. Zunächst in einem Werk in Tscheljabinsk gefertigt, später wurde die Produktion nach Tichorezk verlagert. Grundlage war der Ural-375B. Zu Tarnzwecken wurde über dem Tank eine abnehmbare Verkleidung angebaut.
- ATMS-4,5-375 (АТМЗ-4,5-375) – Ab 1968 gebaut, 1970 wurde die Produktion nach Belgorod verlagert. Es handelt sich um eine fahrbare Tankstelle, die Schmierstoffe und Kraftstoffe an bis zu vier Abnehmer gleichzeitig abgeben kann. 4500 l Kraftstoff und 350 l Öl konnten geladen werden.
- WSS-375 (ВСЗ-375) – Spezialfahrzeug zum Betanken von Flugzeugen mit destilliertem Wasser und technischem Alkohol sowie Gemischen aus diesen Flüssigkeiten. Ab 1977 in einem Moskauer Werk produziert, mit diversen kleineren Behältern und Pumpen ausgestattet.
- AZG-5-375 (АЦГ-5-375) – Tankwagen zum Lagern, Umfüllen und Mischen verschiedener Raketentreibstoffe. Der Tank (5000 l) wurde aus Edelstahl geschweißt, der Lkw verwendete das Fahrgestell Ural-375E.

## Technische Daten
Die technischen Daten beziehen sich auf den AZ-5,5-375, wie er ab 1975 gefertigt wurde. Im Laufe der Zeit wurden immer wieder Änderungen an der Konstruktion vorgenommen, weswegen sich die Angaben in einzelnen Quellen im Detail unterscheiden.
- Motor: V8-Ottomotor
- Motortyp: „ZIL-375“
- Gemischaufbereitung: Vergaser
- Nennleistung:* 180 PS (132 kW) bei 3000 min−1
- Hubraum: 6962 cm³
- Bohrung: 108 mm
- Hub: 95 mm
- maximales Drehmoment: 466 Nm bei 1800 min−1
- Verdichtung: 6,5:1
- Zündfolge: 1–5–4–2–6–3–7–8
- Anlasser: Typ ST-2
- Lichtmaschine: Typ G250
- Bordspannung: 12 V
- Getriebe: Fünfgang-Schaltgetriebe mit Rückwärtsgang, teilsynchronisiert
- Kupplung: Zweischeiben-Trockenkupplung
- Höchstgeschwindigkeit: 75 km/h (Straße), 40 km/h (Gelände)
- Treibstoffverbrauch: 46 l/100 km (Einstellwert, konstante Geschwindigkeit in der Ebene)
- Antriebsformel: 6×6 (Allradantrieb)

Abmessungen und Gewichte
- Länge: 7690 mm
- Breite: 2500 mm
- Höhe: 2743 mm
- Radstand: 3500+1400 mm
- Wendekreis: 21 m Durchmesser
- Spurweite: 2000 mm
- Reifengröße: 14,00-20
- Sitzplätze: 2+1
- Leergewicht: 8320 kg, in neueren Quellen werden 8490 kg angegeben[5]
- zulässiges Gesamtgewicht: 13.150 kg, in neueren Quellen werden 13.225 kg angegeben[5]
- Achslast vorne: 3850 kg
- Achslast hinten (Doppelachse): 9300 kg
- Füllmenge:** 5500+85 l
- geometrisches Behältervolumen: 5610 l
- Pumpe: Kreiselpumpe SWN-80A, angetrieben über Getriebeabgang vom Fahrzeugmotor
- Pumpleistung (Abgabe): min. 350 l/min mit zwei Abgabeeinrichtungen
- Entleerung im Selbstfluss: 500 l/min

* Die für den deutschen Markt vorgesehenen Fahrzeuge erhielten zwecks Kraftstoffersparnis einen Drehzahlbegrenzer. Die konstruktive Höchstleistung des Motors wird bei 3600 min−1 abgegeben und beträgt 196 PS. Beide Angaben wurden nach SAE-Norm gemessen.

** Im Betrieb bei der NVA wurde die Füllmenge auf 5400 l beschränkt.